# Masia Vives
La Masia Vives, o Bosc d'en Vives, és un edifici del municipi de Valls (Alt Camp) inclòs en l'Inventari del Patrimoni Arquitectònic de Catalunya. Forma part del conjunt de les Masies dels Boscos.

## Descripció
És un edifici de tres plantes amb un porxe amb sis pilars al mig i dos laterals de secció més àmplia, que determinen sis arcs de mig punt, ja que un tram dels esmentats és cec. A més hi ha un arc en cadascun dels costats. Per damunt d'aquest pòrtic, hi ha una extensa terrassa amb quatre pilastres, que defineixen tres trams de balustrades amb nou balustres en les façanes laterals. A cada costat de la porta d'entrada, amb dues fulles hi tenim sengles pintures en la paret; realment es tracta d'esgrafiats que podríem tractar-se d'uns frescos del pintor Ventureta Casas i que estan en un estat molt lamentable sobretot el situat a l'esquerra. Aquestes pintures representen figures humanes i elements vegetals. A continuació hi ha uns finestrals que estan protegits amb reixes. A la façana principal i en el primer pis hi ha tres portes balconeres que surten a la terrassa. Les llindes tenen motllures i destaca la del centre que termina un frontó. Ja quasi a l'alçada de la cornisa hi ha tres petites finestres de ventilació. A continuació hi ha una paret de tanca que ja correspon a la coberta transitable al bell mig de la qual hi ha una torre quadrada amb dues obertures en dues façanes i una sola en les altres dues, obertures amb arcs ogivals.
Les façanes laterals i la posterior no tenen un interès especial: tenen les finestres d'acord amb la funció de les habitacions de l'immoble. En totes hi predominen els tons groguencs a partir de la primera planta i el blanc als baixos.